# Markus Stephan Crisinus

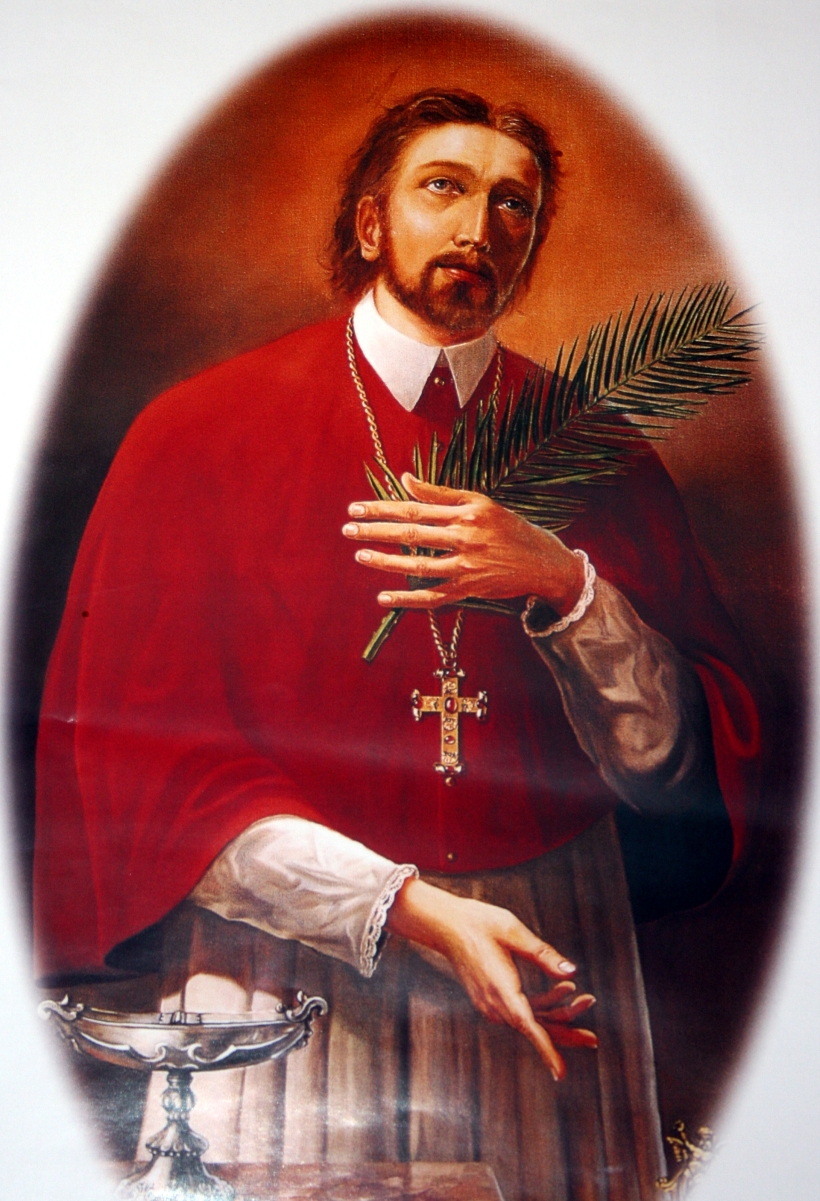
Abbildung des Heiligen Markus Stephan Crisinus

Markus Stephan Crisinus (kroatisch Marko Križevčanin, slowakisch Marek Križevci; * um 1589 in Križevci; † 7. September 1619 in Košice) war Priester und ist ein Märtyrer und Heiliger der römisch-katholischen Kirche. Er ist der dritte Kroate, der in der katholischen Kirche als Heiliger kanonisiert wurde. Sein pastorales Wirken widmete er besonders der Nächstenliebe und dem Dialog zwischen den Mitmenschen verschiedener Konfession und Nationalität.

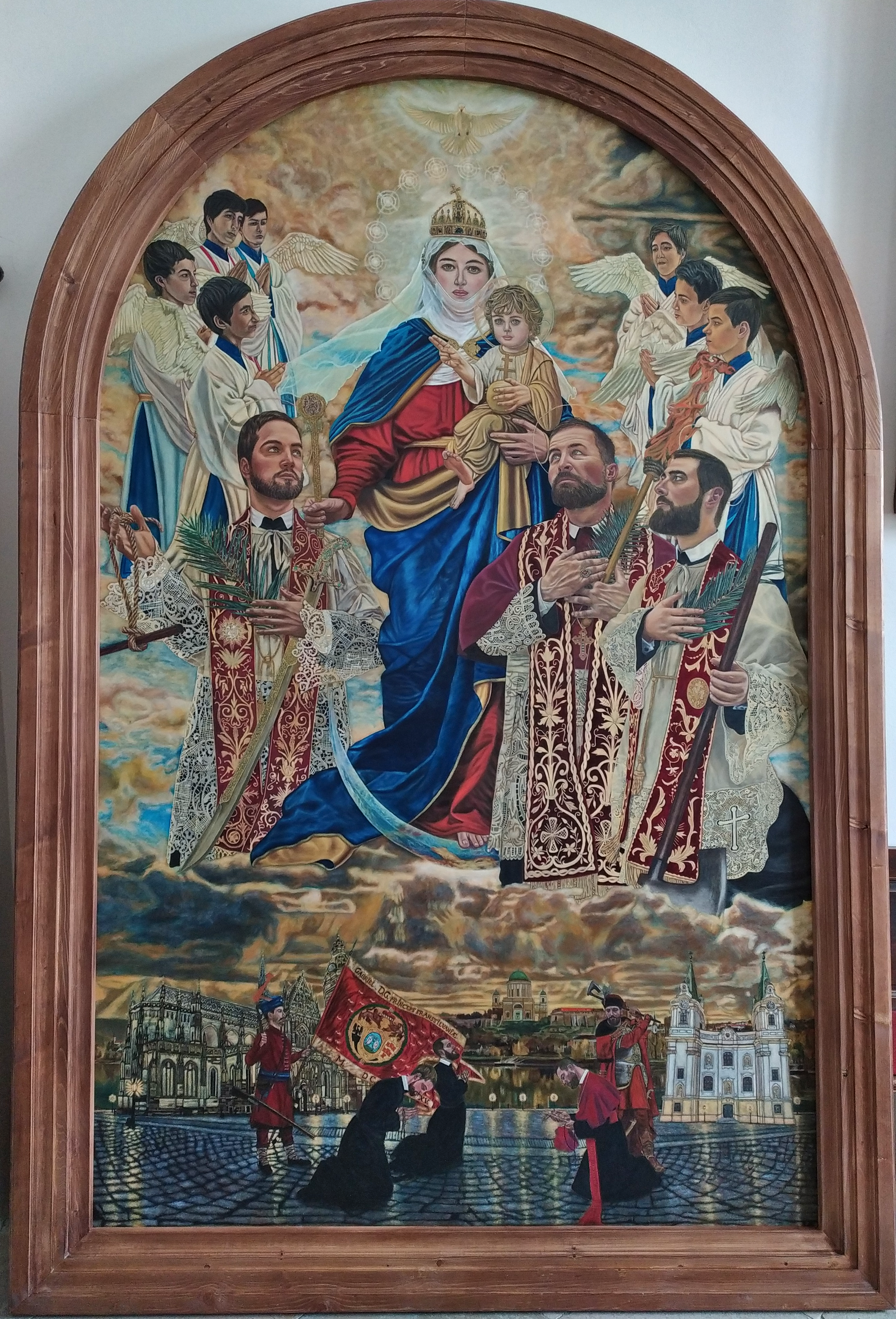
Märtyrer von Košice

## Leben

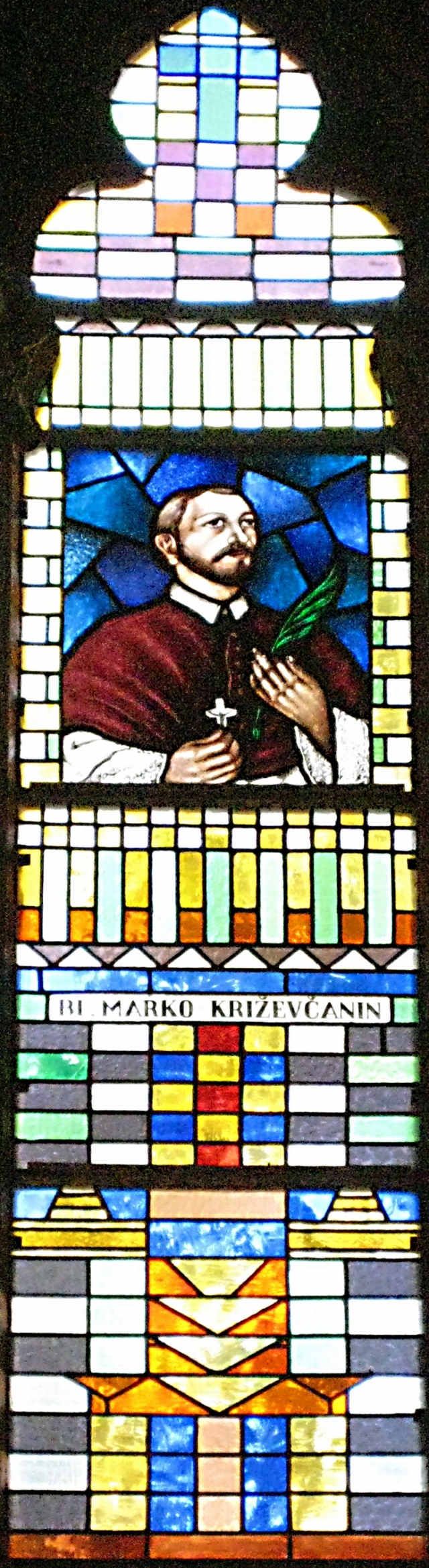
Markus Stephan Crisinus im Glasfenster der Kirche Unsere Liebe Frau von Lourdes, Rijeka

### Studium und Pastoral
Markus Stephan Crisinus fühlte sich in jungen Jahren zum Priestertum berufen. Er absolvierte sein Philosophiestudium zunächst am Jesuitenkolleg in Wien und später bei des Jesuiten in Graz. Anschließend setzte er sein Theologiestudium am päpstlichen Institut Collegio Romano in Rom fort, das später in die Päpstliche Universität Gregoriana überging. Im Archiv des Instituts befindet sich heute noch ein Dokument, auf das Crisinus seine Unterschrift setzte, mit den Zusatz seiner nationalen Herkunft (Croata).
Nach dem Studium wurde er 1615 zum Priester geweiht. Daraufhin kehrte er in das heutige Kroatien zurück und war im damaligen Bistum Zagreb zunächst pastoral tätig. Kardinal Péter Pázmány erkannte früh seine Fähigkeiten im Umgang mit seinen Mitmenschen und beauftragte ihn, auch im Erzbistum Esztergom pastoral tätig zu werden. Danach übertrug er ihm die Leitung des Priesterseminars in Trnava. Zu dieser Zeit berief die Stadtverwaltung von Trnava für die Katholikenseelsorge in ihrem Stadtgebiet zwei Jesuiten: Stefan Pongracz (Ungarisch: Pongrácz István) und Melkior Grodzieck. Die drei katholischen Priester waren gemeinsam sehr erfolgreich in ihrem pastoralen Dienst. Diese Erfolge wurden jedoch für einen Teil der dort ansässigen Calvinisten unangenehm. Um weitere pastorale Erfolge zu unterbinden, wurde den Katholiken der Stadt Trnava unterstellt, im Juli des Jahres 1619 einen Brand gelegt zu haben. Zu den Anstiftern wurden nun die zwei Jesuiten und Markus Crisinus deklariert. Um ihre offizielle Festnahme zu ermöglichen, marschierte die calvinistische Militärgarde unter Befehlshaber Juraj Rakoczy in die Stadt ein. Alle drei katholischen Priester wurden umgehend verhaftet und eingesperrt.

### Martyrium
Man forderte die Priester dazu auf, sich vom Papsttum loszusagen und drängte sie dazu calvinistische Christen zu werden. Als sie diese Forderungen ablehnten wurden sie gefoltert, am 7. September 1619 dem Scharfrichter in Košice übergeben und enthauptet. Die Meldung ihres Märtyrertodes verbreitete sich schnell. Fürst Bethlen, der selbst ein gläubiger Calvinist war, erlaubte keine ehrenvolle Bestattung für die drei getöteten katholischen Priester. Erst nach sechs Monaten wurde der Gräfin Katarina Palffy diese Erlaubnis zuteil. Die Gräber der drei Märtyrer befinden sich in der Ursulinenkirche von Trnava.

### Heiligsprechung und Nachleben
Kardinal Péter Pázmány leitete ein Untersuchungsverfahren zur späteren Kanonisierung der drei Märtyrer ein. Er sammelte Dokumente und Zeugenaussagen über das Leben der drei katholischen Priester und erbat bei Papst Urban VIII. die Selig- bzw. Heiligsprechung. Das Verfahren zog sich jedoch hinaus. Am 15. Januar 1905 wurden die drei Märtyrer durch Papst Pius X. seliggesprochen. Papst Johannes Paul II. sprach sie bei seinem Pastoralbesuch in der Slowakei am 2. September 1995 in Košice heilig.
Markus Crisinus wurde von seinen Zeitgenossen als vorbildhaft erzogen, pastoral fähig und fleißig beschrieben. Dazu soll er tugendhaft und intelligent gewesen sein. All diese Einschätzungen werden durch das ihm entgegengebrachte Vertrauen seines Theologieprofessors und Kardinals Péter Pázmány bekräftigt. Seinen offenherzigen Umgang, mit Mitmenschen unterschiedlicher nationaler Herkunft, im pastoralen Dienst, bezeugt seine europäischen Prägung. Seiner kroatischen Herkunft bewusst, fühlte er sich überall zu Hause. Ob er nun in Italien, Ungarn, der Slowakei oder zu Hause im heutigen Kroatien war, teilte Crisinus die Menschen nicht nach Nationen oder Konfessionen auf.

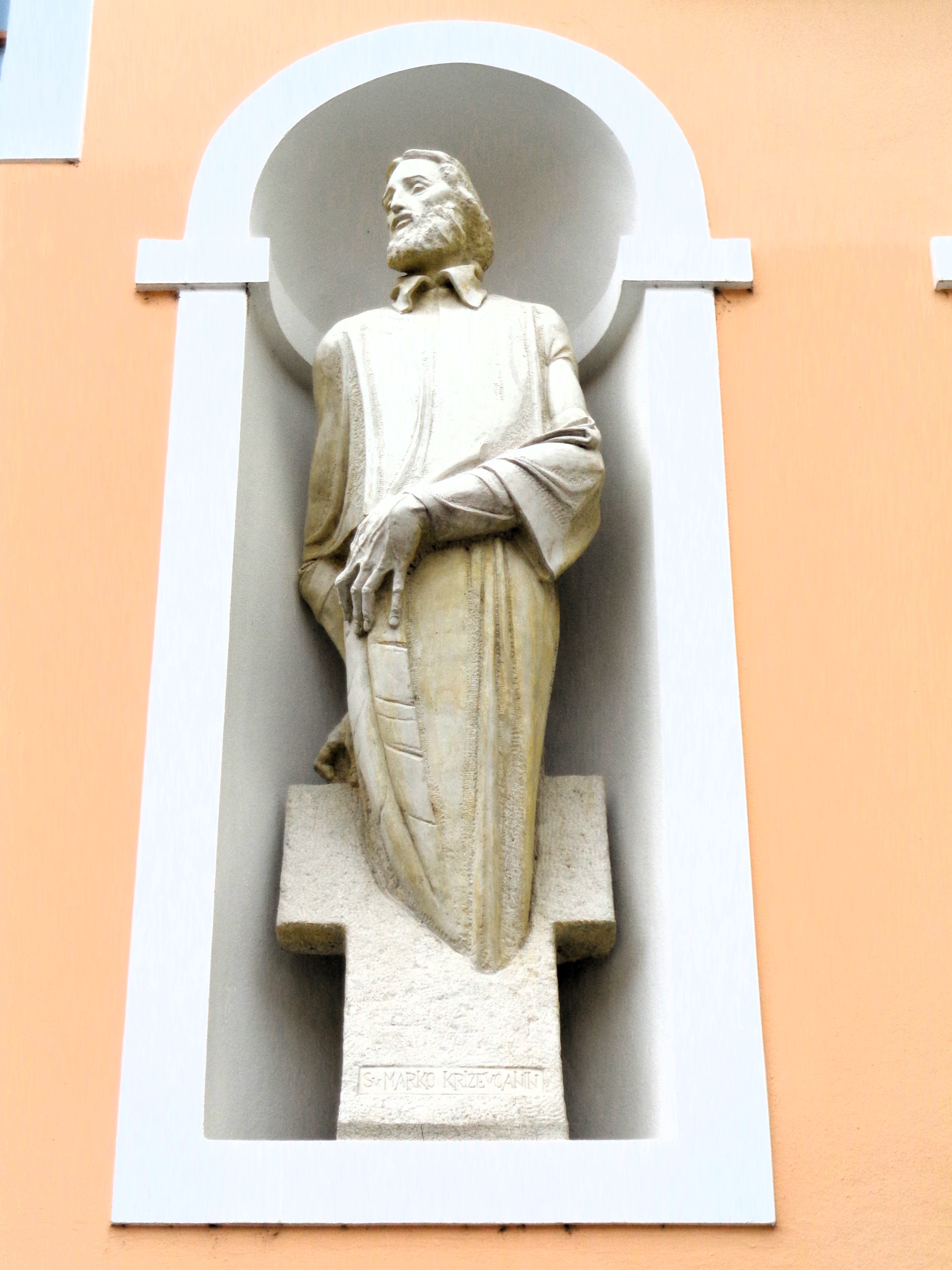
Statue des heiligen Markus Stephan Crisinus in Varaždin, Kroatien

Es gibt eine Reihe erhaltener Zeugenaussagen darüber, dass er mit den calvinistischen Christen in guter Beziehung stand. Er sah in den Calvinisten keine Feinde, sondern Brüder im christlichen Glauben, mit denen man in christlicher Nächstenliebe zu leben habe. Viele Calvinisten waren erschrocken, als sie die Nachricht über die Hinrichtung von Crisinus erfuhren. Die Nächstenliebe und der Dialog sind seine pastoralen Botschaften.
Sein Gedenktag wird in der katholischen Kirche am 7. September begangen. Dieser ist im Bistum Eisenstadt und für den Jesuitenorden ein gebotener Gedenktag, im Bistum Graz-Seckau jedoch nichtgeboten. In der Slowakei wurde sein gebotener Gedenktag auf den 2. Juli festgesetzt.